# Matrilineær
Matrilineære samfund er samfund hvor slægtskab regnes gennem mødrene side, og hvor ejendom og familie-tilhørsforhold i reglen arves fra mor til datter.
I samfund organiseret omkring matrilineært slægtskab fødes man ofte ind i en matriklan, sin mors slægtsgruppe. Drenge må så når de bliver voksne mænd gifte sig ind i en anden klan som deres egne børn kommer til at tilhøre.
Mange matrilineære kulturer er skiftet til patrilinealitet under europæisk eller islamisk indflydelse men en del kulturer praktiserer stadig forskellige former for matrilinealitet: Herunder folkeslagene Gitksan i Canada, Kuna i Panama; Kogi og Kalina i Sydamerika; Minangkabau i Sumatra, Indonesien og Negeri Sembilan, Malaysia; Trobrianderne, Dobuerne og Nagovisi i Melanesia; Nair i Kerala Indien og Bunt og Billava i Karnataka i sydIndien; Khasi, Synteng og Garo i Meghalaya i Nordøstindien; muslimer og tamiler i Sri Lanka; Mosuo i Kina; Kayah i Sydøstasien, Akan (inklusive Ashanti) i Vestafrika; mange folkeslag i Centralafrika, Tuareg i Nordafrika og Sahara; Serer i Senegal, Gambia og Mauritanien; og mange jødiske samfund.